# КК Опава
КК Опава (чеш. BK Opava) је чешки кошаркашки клуб из Опаве. У сезони 2018/19. такмичи се у Првој лиги Чешке и у ФИБА Лиги шампиона.

## Успеси

### Национални
- Првенство Чешке:
  - Првак (4): 1997, 1998, 2002, 2003.
  - Вицепрвак (3): 2000, 2001, 2018.

- Куп Чешке:
  - Победник (5): 1997, 1998, 1999, 2001, 2003.
  - Финалиста (4): 2000, 2002, 2004, 2017.

## Познатији играчи
- Павел Пумпрла